# Pěst na oko (Simpsonovi)
Pěst na oko (v anglickém originále Black Eyed, Please) je 15. díl 24. řady (celkem 523.) amerického animovaného seriálu Simpsonovi. Scénář napsal John Frink a díl režíroval Matthew Schofield. V USA měl premiéru dne 10. března 2013 na stanici Fox Broadcasting Company a v Česku byl poprvé vysílán 30. července 2013 na stanici Prima Cool.

## Děj
Homer se pozve na snídani do domu Neda Flanderse a najde tam Nedovy rodiče. Ned se začne cítit nesvůj, když se jeho rodičům začne líbit spíše Homer než on. Po ranním běhání se Ned vrátí domů a najde Homera a jeho rodiče, jak kouří „léčivou“ marihuanu a dívají se na televizi. Ned se rozzuří natolik, že Homera udeří do obličeje a udělá mu monokl. Homer je na Neda rozzuřený a neví, co má udělat, aby se mu mohl omluvit. Ned nakonec najde řešení v Bibli („oko za oko“) a pobídne Homera, aby ho udeřil, aby se vyrovnali. Homer ho však odmítá praštit s odkazem na to, že je větším chlapem, když Neda nepraští, a chlubí se tím, což způsobí, že Ned praští Homera do druhého, nezraněného oka. 
Mezitím se Líza dozví, že si paní Hooverová vzala dovolenou kvůli těžké depresi, a třída dostane jinou učitelku, paní Cantwellovou. Ta si oblíbí všechny ve třídě kromě Lízy, kterou šikanuje tím, že jí dává horší známky a z tabule s klokany sundává papírové vystřihovánky žolíků za dobré chování. Homer a Marge se snaží přimět ředitele Skinnera, aby s tím něco udělal, ale šikana se zhoršuje a Líza je poslána, aby byla po škole, kde jsou šikanující šokováni, že Cantwellová jako učitelka takhle šikanuje žákyni, jako je Líza. 
Homer nakonec najde řešení Lízina i Nedova dilematu: přijme Nedovu omluvu, pokud mu jeho žena Edna Krabappelová poradí, jak se šikanující učitelky zbavit. Edna říká, že jediným způsobem je „jaderná varianta“ – to znamená dát Barta do Cantwellovy třídy. Když Cantwellová odejde na toaletu, Bart vnese do třídy chaos a pak ukáže učitelce kompromitující video, na kterém na záchodě nadává Líze, a řekne jí, že ho dal na internet. Plán se mu podaří, ale nepřiměje Cantwellovou, aby byla na Lízu milá. Když se Líza snaží učitelku dohnat, než odjede, přizná jí, že žárlila jen proto, že je Líza hezká a že hezké holky jako Líza to mají jednodušší než holky jako Cantwellová, které musí používat mozek, aby se v životě prosadily. Líza tuto myšlenku s radostí přijme – dokonce i poté, co ji Cantwellová při odjezdu potřísní blátem. 
Příběh končí tím, že Homer griluje s Nedem a jeho rodiči a Nedův otec prozradí Marge, že Homera a Neda přiměl, aby na sebe byli hodní, když jim do jídla podstrčil marihuanu.

## Přijetí

### Přijetí kritiky
Robert David Sullivan z The A.V. Clubu dal dílu hodnocení C s tím, že ačkoli příběhy „nebyly špatné“, scénář byl naplněn „neodpustitelným množstvím nepovedených vtipů“. Rob H. Dawson z TV Equals pochválil „dlouhý, absurdní riff na sportovní hlasatele“ a přál si, aby jeho hloupý tón byl přítomen po celou dobu dílu.

### Hodnocení
Epizoda získala v demografické skupině diváků ve věku 18–49 let rating 2,2 a sledovalo ji celkem 4,85 milionu diváků. Díky tomu se stala druhým nejsledovanějším pořadem v rámci bloku Animation Domination stanice Fox toho večera, když porazila seriály Americký táta, The Cleveland Show a Bobovy burgery, ale prohrála s Griffinovými s 5,27 miliony diváků.